# Nicolò dell'Abate

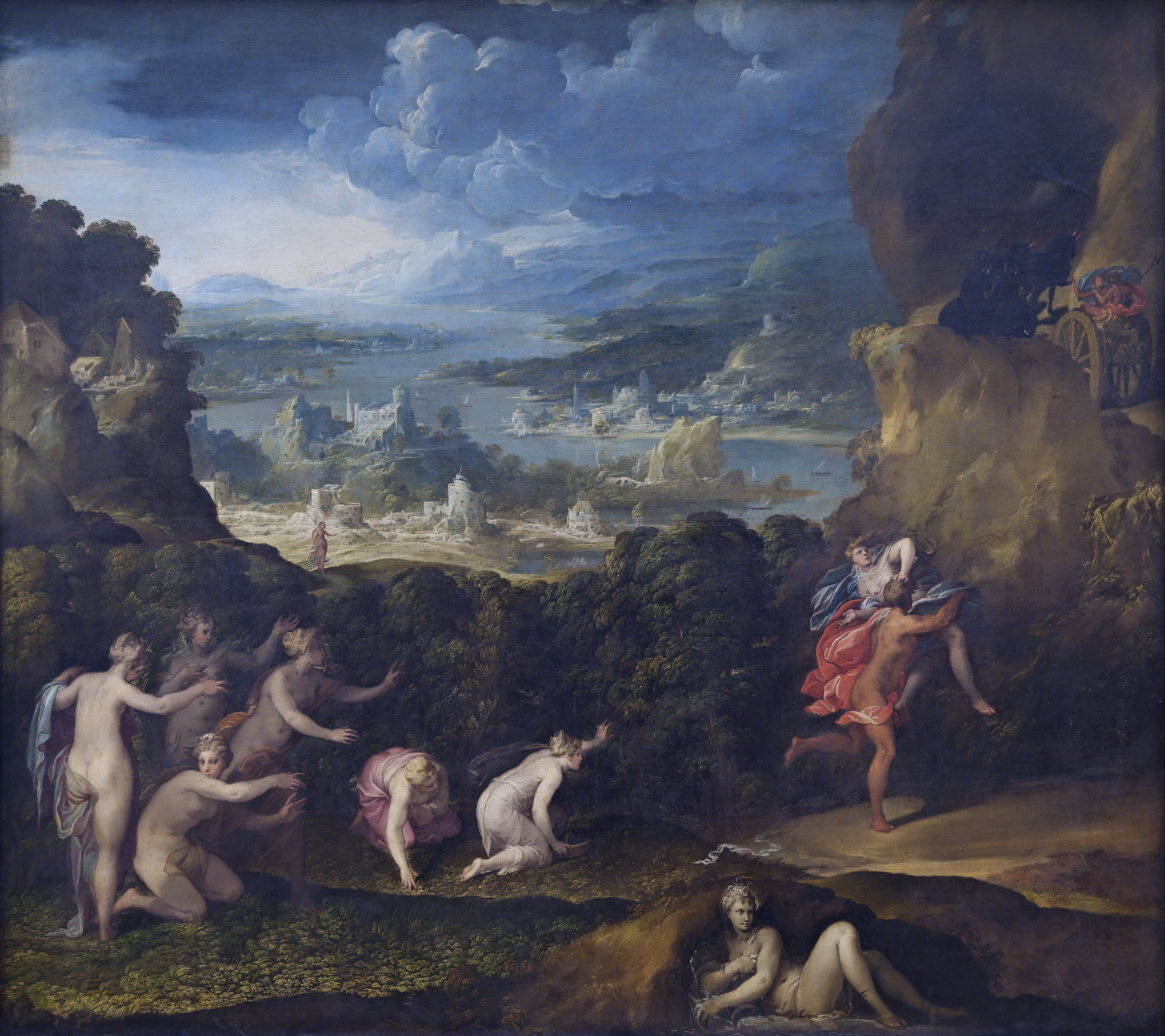
Răpirea Proserpinei, Muzeul Luvru

Nicolò dell'Abate (n. 1512, Modena, Italia – d. 1571, Fontainebleau, Île-de-France, Franța) a fost un pictor italian. 
În Italia a pictat puțin (fresce la palatele municipale din Modena și Bologna).
Alăturându-se însă curentului manierist, îl urmează pe Francesco Primaticcio⁠(en)[traduceți] în Franța și, la Fontainebleau, își dă întreaga măsură a talentului, executând compoziții pe teme istorico-mitologice (Cumpătarea lui Scipio, Răpirea Proserpinei) dar și peisaje sau compoziții de gen ca Treierătorii de grâu, scenă campestră menținută într-un colorit cald și vibrant cu care creează o atmosferă învăluitoare ce estompează contururile.